# Zeuxine stammleri
Espèce
Synonymes
- Hetaeria stammleri (Schltr.) Summerh.[1]

Zeuxine stammleri est une espèce de plantes de la famille des Orchidées et du genre Zeuxine, présente dans plusieurs pays d'Afrique tropicale.